# Thú hóa

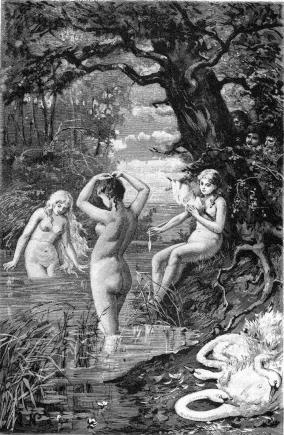
Valkyrie đang biến hóa thành những con thiên nga

Thú hóa (Therianthropy hay Zoanthropy) hay hóa thú là khả năng mang tính thần thoại siêu nhiên của con người có thể biến hóa thành các động vật khác bằng cách biến đổi hình dạng cơ thể (để mang lốt thú), việc thú hóa có thể thay đổi hoàn toàn (trở thành một con vật hoàn toàn) hoặc một phần hình dạng thú vật (nữa người nữa thú, còn gọi là thú nhân), việc thú hóa có thể là do nhân vật chủ động thay hình đổi dạng hoặc bị biến hình. Ở phương Tây, hình thức thú hóa có lẽ nổi tiếng và phổ biến nhất được biết đến qua câu chuyện về người sói, là những người sẽ biến đổi cơ thể thành chó sói vào những đêm trăng tròn. Thú hóa hay hóa thú không đồng nghĩa với việc hóa trang thú, hay nhập vai thú.

## Từ nguyên
Từ thú hóa căn nguyên tiếng Anh là "therianthropy" có nguồn gốc từ tiếng Hy Lạp: [θηρίον], có nghĩa là "động vật hoang dã" hoặc "con thú" (động vật có vú); và anthröpos [ἄνθρωπος], có nghĩa là "con người". Nó đã được sử dụng để đề cập đến nền văn hoá về biến đổi thành động vật của châu Âu vào đầu năm 1901. Đôi khi thuật ngữ "zoanthropy" (hóa thú hay dạng thú) cũng được sử dụng thay thế. Ở phương Đông, hình thức thú hóa được ghi nhận qua các câu chuyện thần thoại hay ma quái, gắn liền với phép thần thông hoặc các trò bùa chú, trù yểm của các thầy lang, pháp sư, thầy phù thủy.
Ban đầu 'Theriocephaly' đề cập đến những sinh vật có đầu thú gắn liền với thân hình con người hoặc con người như dạng mãnh thú hình người; ví dụ như các hình thái thần thánh có động vật được mô tả trong tôn giáo Ai Cập cổ đại (như Ra, Sobek, Anubis). Sự biến đổi thành thú trong văn hoá dân gian, thần thoại và nhân hóa nói chung liên quan đến sự thay đổi hình dáng thể xác của con người so với loài khác, chẳng hạn như ma sói (Lycanthropy) là sự biến đổi của một con người thành một con sói (hay người sói), có lẽ là dạng bệnh lý thần kinh thân thiện nhất, tiếp theo là Cynanthropy (biến đổi thành một con chó) và Ailuranthropy (biến hóa thành một con mèo). 

## Trong văn hóa
Những truyền thuyết châu Phi mô tả những người biến thành những con sư tử hay những con báo, đặc biệt là những câu chuyện dân gian của Phi châu kể về những người uống phải nước ở một vũng nước mà trước đó có một con báo đã đầm mình và có lẫn mồ hôi của nó thì người đó sẽ bị hóa báo với triệu chứng là các lốm đốm xuất hiện trên người. Trong khi đó các loài yêu quái mèo ở châu Á thường được mô tả là những con hổ thành tinh (hóa hổ), nhất là những câu chuyện mê tín hoang đường bùa ngãi ở Thái Lan. Linh cẩu ma (Werehyenas) cũng có mặt trong các câu chuyện của một số nền văn hoá châu Phi và Âu Á. Văn hoá dân gian châu Âu có đặc điểm là những con ma mèo hay mèo thành tinh, yêu tinh mèo (Werecat), những con vật này có thể biến đổi thành những con hổ hay những mèo trong nước có kích thước lớn như những con mèo lớn thực thụ.
Ở những vùng châu Âu nhất là Bắc Âu và Đông Âu có những câu chuyện dân gian kể về việc con người bị biến thành thiên nga hoặc một số câu chuyện bị biến thành các con vật xấu xí như ếch nhái (Công chúa ếch, hoàng tử ếch). Trong những câu chuyện cổ tích hoặc truyền miệng ở Việt Nam có kể về sự tích những con vật, trong đó cho biết rằng những con vật này có nguồn gốc từ con người và từ con người biến hóa thành, thông thường là do bị đày hoặc chịu tội lỗi nào đó, phổ biến nhất là các mẫu chuyện sự tích con muỗi, con thạch sùng, con bọ hung (Lý Thông biến thành), con dã tràng, con chim đa đa (chim cuốc).
Những câu chuyện của con người có khả năng biến thành động vật được tìm thấy trong các câu chuyện truyền miệng (truyền khẩu) cho nhiều bộ tộc bộ tộc và các dòng họ, thị tộc, gia tộc. Đôi khi các con vật ban đầu (linh vật) đã hóa thân thành hình dạng con người để đảm bảo con cháu của họ giữ lại hình dạng con người, đôi khi câu chuyện nguồn gốc là của con người kết hôn với một con vật bình thường. Bàn Hồ (P'an Hu) trong truyền thuyết Trung Quốc được đại diện trong nhiều truyền thuyết Trung Quốc như một con chó siêu nhiên (Thiên Cẩu) là một người biến đổi hình dáng để kết hôn với một cô con gái của hoàng đế và khai sinh ra một dòng tộc.
Truyền thống bản địa ở Bắc Mỹ hòa quyện những ý tưởng của tổ tiên gấu và người thay đổi phong thái thành người gấu, theo truyền thuyết thì gấu thường có khả năng lột da của họ biến thành hình dạng con người, kết hôn với phụ nữ con người dưới hình thức này. Con cái có thể là những sinh vật có kết hợp giải phẫu học, chúng có thể là những đứa trẻ rất đẹp với sức mạnh kỳ diệu, hoặc chúng có thể là những người biến hóa. Người dân vùng Banana ở Congo được cho là tự thay đổi mình bằng cách sử dụng các loại thuốc ma thuật bao gồm phôi người và các thành phần khác.
Trong thần thoại Thổ Nhĩ Kỳ, con sói là một con vật được tôn kính. Các truyền thuyết của người Thổ Nhĩ Kỳ nói rằng người dân này là hậu duệ của sói. Truyền thuyết về Asena là một huyền thoại cổ xưa của Thổ Nhĩ Kỳ nói về cách người Thổ (Turkic) được sinh ra như thế nào. Trong truyền thuyết, một ngôi làng Thổ Nhĩ Kỳ nhỏ ở miền Bắc Trung Quốc bị các binh sĩ Trung Quốc xông vào, với một đứa trẻ bỏ lại phía sau. Một con sói già tên là Asena tìm thấy đứa trẻ sau đó, cô sinh một con sói sói, một nửa con người là tổ tiên của người Thổ Nhĩ Kỳ.

## Hiện đại
Trong văn hóa hiện đại, các bộ phim mô tả về hiện tượng thú hóa khá phổ biến với loạt phim về ma sói hay người sói, điển hình là sê-ri phim về Chạng vạng, Trăng non, Hừng đông hoặc dòng phim về thế giới bóng đêm (kể về cuộc chiến giữa người sói và ma cà rồng), một bộ phim mới sản xuất của Nga năm 2016 có tên Siêu chiến binh có nhân vật Argus là một nhà khoa học có khả năng hóa gấu, siêu năng lực ấy trở thành điểm nhấn thú vị của bộ phim này bởi hình ảnh một con gấu vác súng máy đi tiêu diệt kẻ ác trên màn ảnh là điều không thường thấy.
Ngoài ra bộ phim Hyenas năm 2011 cũng kể về những người có thể biến đổi thành những con linh cẩu. Trong thể loại truyện tranh, hình tượng Songoku và người Xayda có khả năng biến hóa thành loài linh trưởng lớn như khỉ đột khi nhìn thấy trăng tròn cũng là một điểm nhấn, trong trò chơi điện tử có dòng game đấu trường đẫm máu hay võ đài thú là một thể loại game phổ biến khi người chơi có thể từ người biến thành những con thú.